# Saransk
Saransk (în rusă Саранск) este un oraș din Republica Mordovia, Federația Rusă și are o populație de 314,789 locuitori (2017). Saransk este capitala Republicii Mordovia.